# 142

## Esdeveniments
- Construcció de la Muralla Antonina per protegir les fronteres d'Escòcia.[1]
- Es nomenen doctors municipals per atendre la població de l'Imperi Romà.[cal citació]
- L'alquimista taoista xinès Wei Boyang escriu el primer llibre xinès sobre alquímia (Cāntóng qì, traduïble com «L'afinitat dels tres»), que també és el primer llibre on es pot esmentar per primera vegada la composició de la pólvora.[2]
- Marció proclama que l'Antic Testament és incompatible amb el cristianisme.[cal citació]